# Pizzo Sciresa
Pizzo Sciresa är en bergstopp i Schweiz.   Den ligger i distriktet Vallemaggia och kantonen Ticino, i den sydöstra delen av landet, 100 km sydost om huvudstaden Bern. Toppen på Pizzo Sciresa är 2 326 meter över havet, eller 109 meter över den omgivande terrängen. Bredden vid basen är 0,37 km.
Terrängen runt Pizzo Sciresa är bergig. Trakten runt Pizzo Sciresa är nära nog obefolkad, med mindre än två invånare per kvadratkilometer.. Närmaste större samhälle är Cevio, 17,1 km söder om Pizzo Sciresa. 
Trakten runt Pizzo Sciresa består i huvudsak av gräsmarker.